# Капитанская дочка (сериал, 2012)
«Капитанская дочка» (итал. La figlia del capitano) — итальянский 2-серийный телефильм 2012 года по одноименной повести А.С. Пушкина.
Телефильм показанный на телеканале «Rai 1» стал лидером прайм-тайма, что объясняется возвращением на экран после 15-летнего перерыва актрисы:

Эдвиж Фенек возвращается в «Капитанской дочке», в роли российской царицы Екатерины II. Она привыкла годами находится в тени, работать как продюсер. На этот раз она возвращается в игру от первого лица, в не главной роли, но очень значимой. — Corriere della Sera

## Сюжет
История молодого русского офицера Петра Гринёва, который во время службы в Белогорской крепости влюбляется в красавицу Машу Миронову, дочь капитана. Их любовь подвергается многим испытаниям, одно из которых — крестьянская война под предводительством Емельяна Пугачёва…

## В ролях
- Ванесса Эсслер — Маша Миронова
- Примо Реджани — Пётр Гринёв
- Нини Салерно — Савельич
- Людовико Фремон — Швабрин
- Андрей Слабаков — Пугачёв
- Франческа Киллеми — Китти
- Кристо Живков — Бибиков
- Эдвиж Фенек — Екатерина II
- Стоян Алексиев — князь Гринёв
- Майя Бабурска — княгиня Гринёва
- Любомир Бачваров — капитан Миронов
- Петя Силянова — Василиса Миронова
- Теодора Духовникова — Лизавета
- Атанас Атанасов — Зурин
- Стефан Щерев — Чика
- Велислав Павлов — Хлопуша
- Станислав Пищалов — генерал Рейнсдорп
- и другие

## Съёмки
Телефильм снят кинокомпанией «Immagine e cinema» принадлежащей бывшей популярной актрисе Эдвидж Фенек, она же выступила сопродюсером фильма, и впервые за 15 лет вернулась на экран как актриса (с 1980-х она лишь пару раз появлялась в эпизодах фильмов как камео), она так объяснила о возвращении в кино в роли императрицы Екатерины II:

Много раз мне предлагали роли, но я не хотела возвращаться на экран как актриса. Когда я читала сценарий этого проекта, я не думала, что хочу в нём сыграть, но когда я наткнулась на характер императрицы, я сказала себе: я действительно хочу это сделать. Будет ли это для тщеславия? Я сделала себе подарок. Царица была исключительной женщиной в добре и зле, жестокой и беспощадной к врагам.
Оригинальный текст (итал.)«Tante volte mi è stato suggerito, ma non volevo tornare sullo schermo come attrice. Quando ho letto la sceneggiatura di questo progetto, non pensavo di esserne un'interprete, ma quando mi sono imbattuta nel personaggio dell'imperatrice, mi sono detta: vorrei proprio farlo. Sarà per vanità? Mi sono fatta un regalo.
— Эдвидж Фенек
Съёмки в основном велись в Болгарии: Боженците, Арбанаси, Жеравна, Велико-Тырново, Видин, местами съёмок стали крепости Баба Вида и Белоградчик, Дряновский монастырь, некоторые части фильма также были сняты в Чехии в Южной Моравии (Кромержиж, Милотице).

## Показ
Премьера состоялась 9-10 января 2012 года на телеканале «Rai 1», фильм стал лидером прайм-тайма — 20 % аудитории или более 5,5 млн зрителей, значительно оторвавшись от других программ (так в то же время реалити-шоу «Большой брат» смотрели 17 %/3,8 млн зрителей, а фильм «C.S.I.: Место преступления Майами» смотрели 7 %/2,3 млн зрителей, футбольный матч Кубка Италии «Лацио-Верона» — 7 %/2.1 млн зрителей).
Это третья итальянская экранизация повести Пушкина, до этого были сняты: фильм 1947 года и сериал 1965 года.